# North Goa
Der Distrikt North Goa (Marathi उत्तर गोवा जिल्हा, Konkani उत्तर गोंय) ist einer der zwei Distrikte im indischen Bundesstaat Goa. Sitz der Verwaltung ist die Stadt Panaji.

## Geographie und Klima

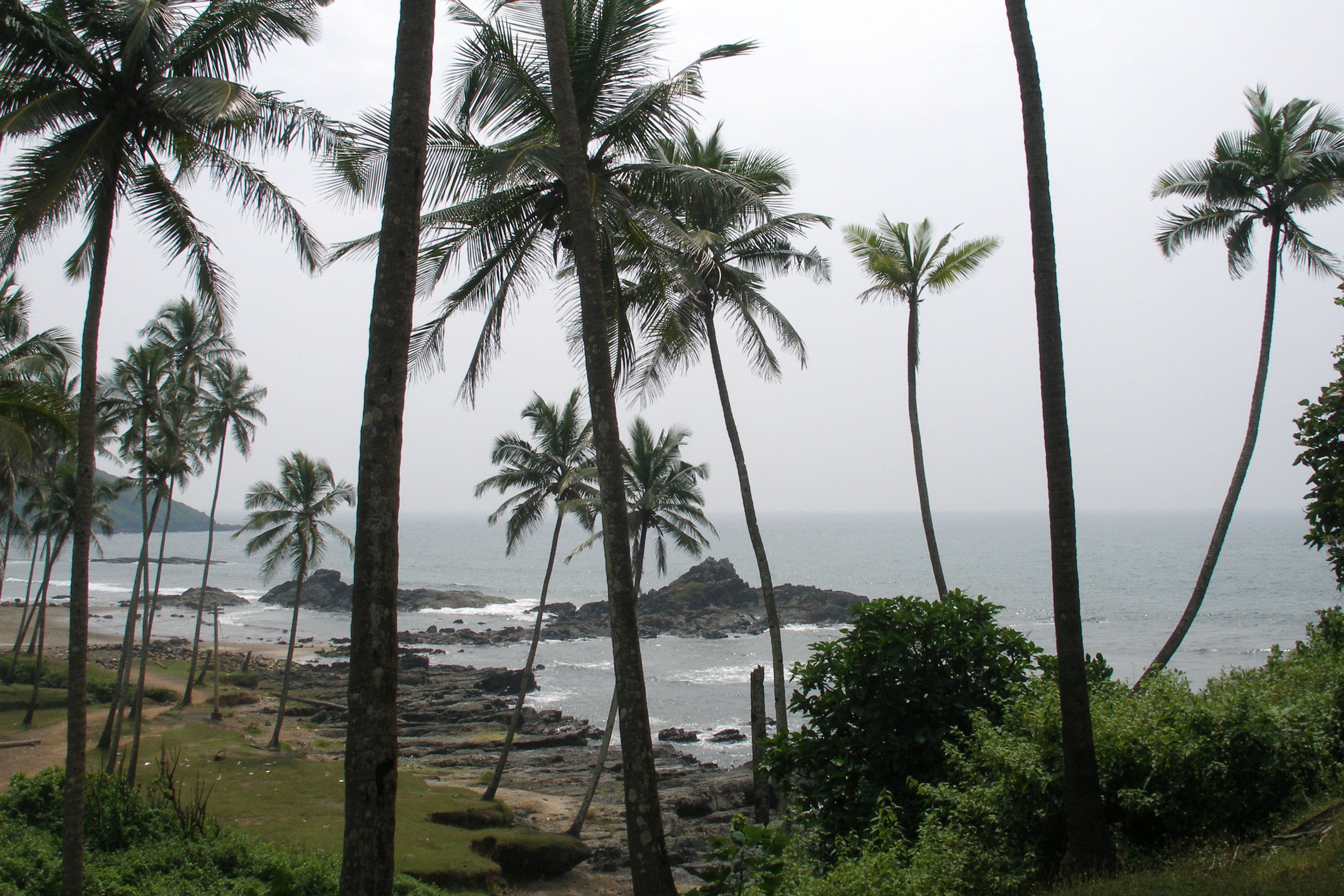
Küstenabschnitt bei Vagator in North Goa

Der Distrikt North Goa grenzt im Norden an den Distrikt Sindhudurg des Bundesstaats Maharashtra, an den Distrikt Belagavi von Karnataka im Osten und an den Distrikt South Goa im Süden. Im Westen bildet die Küste des Arabischen Meeres die Grenze. Im Norden wird die Grenze zum Teil vom Fluss Terekhol oder Tiracol markirt und im Südwesten vom Fluss Zuari oder Zuvari. Weitere kleine Flüsse sind Chapora und Mandovi. Wie auch im Distrikt South Goa lassen sich drei Landschaftsformen unterscheiden: die östliche Bergregion der Sahyadris, die zu den Westghats gehört, eine sich weiter westlich anschließende höher gelegene Ebene und die Küstenebene ganz im Westen. Die höchstgelegenen Gipfel der Sahyadris sind Sonsogad (1.186 m, ), Katlanchi Mauli (1.126 m, ), Vagueri (1.085 m, ), Morlegad (1.054 m) im Taluk Satari, sowie Siddhanath (440 m) im Taluk Ponda. Die Küste zeichnet sich durch eine landschaftlich reizvolle Abfolge von Buchten und Landzungen aus, die von den Mündungen der Flüsse Mandovi und Zuari unterbrochen und von Mündungen kleinerer Gewässer durchsetzt wird. Im Distrikt North Goa zählen die Buchten von Baga und Calangute mit ihrem hellen Sand und Palmensäumen zu den Haupttouristenattraktionen von Goa.
Das Klima ist vom Monsun geprägt, der Anfang Juni bis Anfang Oktober etwa 90 Prozent des Jahresniederschlags von ungefähr 3500 mm mit sich bringt. Der Juli ist der regenreichste Monat, in dem etwa 36 % der jährlichen Niederschläge verzeichnet werden. Die Temperatur schwankt zwischen 19,2 °C und 34 °C. Die Monate April und Mai sind die relativ wärmsten Monate mit einer durchschnittlichen Tagestemperatur von 35,8 °C. Dezember, Januar und Februar sind die kühlsten Monate mit einer mittleren Tagestemperatur von etwa 20 °C.

## Geschichte
Kurz nachdem Goa am 30. Mai 1987 ein eigener Bundesstaat Indiens geworden war, wurde dieser im August 1987 in die beiden Distrikte North Goa und South Goa unterteilt.

## Bevölkerung
Die Einwohnerzahl lag bei der Volkszahlung 2011 bei 818.008. Die Bevölkerungswachstumsrate im Zeitraum von 2001 bis 2011 betrug 7,84 % und lag damit unter dem indischen Durchschnitt. North Goa wies ein Geschlechterverhältnis von 963 Frauen pro 1000 Männer und damit den in Indien häufigen Männerüberschuss auf. Der Distrikt hatte 2011 eine Alphabetisierungsrate von 89,57 %, eine Steigerung um knapp 6 Prozentpunkte gegenüber dem Jahr 2001. Die Alphabetisierung lag damit deutlich über dem nationalen Durchschnitt von 74 %. 76,1 % der Bevölkerung waren Hindus, 16,1 % Christen (meist Katholiken), 7,1 % Muslime, je 0,1 % Sikhs, Jainas und Buddhisten und 0,2 % gaben keine Religionszugehörigkeit an oder gehörten anderen Religionen an. Konkani ist die Muttersprache einer Mehrheit der im Norden Goas lebenden Menschen. Marathi wird von einer beträchtlichen Anzahl von Menschen gesprochen. Englisch und Hindi werden von einer Mehrheit der Bevölkerung verstanden. Portugiesisch wird nur noch von einigen Wenigen gesprochen und verstanden.
Knapp 60,3 % der Bevölkerung lebten 2011 in Städten. Größte Stadt war Panaji mit 40.017 Einwohnern.

## Verwaltungsgliederung
Nordgoa war im Jahr 2023 in die folgenden sechs Taluks eingeteilt: Bardez, Pernem, Tiswadi, Bicholim, Satari und Ponda.

## Wirtschaft
Die lokale Wirtschaft wird stark vom Tourismus geprägt. Lebensstandard, Einkommen und Bildungsniveau liegen weit über dem indischen Durchschnitt.